# Melicocceae
Melicocceae, tribus sapindovki, dio potporodice Sapindoideae. Tipični rod je melikokus ( Melicoccus), sa 10 vrsta korisnog drveća iz tropske Amerike i Kariba, i tipičnom vrstom medena boba (Melicoccus bijugatus).

## Rodovi
1. Melicoccus P. Browne (10 spp.)
2. Talisia Aubl. (53 spp.)
3. Tapirocarpus Sagot (1 sp.)
4. Tripterodendron Radlk. (1 sp.)
5. Dilodendron Radlk. (3 spp.)